# Ginástica artística nos Jogos Olímpicos de Verão de 2008 - Barras paralelas
A final masculina das barras paralelas da ginástica artística nos Jogos Olímpicos de Verão de 2008 foi realizada no Estádio Nacional Indoor de Pequim, em 19 de agosto.

## Medalhistas
| Ouro   | CHN Li Xiaopeng  |
| Prata  | KOR Yoo Won-chul |
| Bronze | UZB Anton Fokin  |

## Atletas classificados
- CHN Li Xiaopeng
- RUS Nikolai Kryukov
- UZB Anton Fokin
- KOR Yoo Won-Chul
- SLO Mitja Petkovšek
- KOR Yang Tae-Young
- CHN Huang Xu
- GER Fabian Hambüchen

## Resultados
| Pos.              | Ginasta              | Nota A | Nota B | Pen. | Total  |
| ----------------- | -------------------- | ------ | ------ | ---- | ------ |
| Medalha de ouro   | CHN Li Xiaopeng      | 6.900  | 9.550  |      | 16.450 |
| Medalha de prata  | KOR Yoo Won-Chul     | 7.000  | 9.250  |      | 16.250 |
| Medalha de bronze | UZB Anton Fokin      | 6.800  | 9.400  |      | 16.200 |
| 4                 | GER Fabian Hambüchen | 6.900  | 9.075  |      | 15.975 |
| 5                 | SLO Mitja Petkovšek  | 6.800  | 8.925  |      | 15.725 |
| 6                 | CHN Huang Xu         | 7.000  | 8.700  |      | 15.700 |
| 7                 | KOR Yang Tae-Young   | 7.000  | 8.650  |      | 15.650 |
| 8                 | RUS Nikolai Kryukov  | 6.700  | 8.450  |      | 15.150 |